# Apple A13 Bionic
Apple A12 Bionic Apple A14 Bionic
L'A13 Bionic est un système sur une puce 64 bits conçu par Apple. Dévoilé le 10 septembre 2019, il équipe les iPhone 11, 11 Pro et 11 Pro Max et SE (2e génération), et sert de base pour le processeur S6 de l'Apple Watch Series 6.

## Fabrication
Fabriqué par TSMC, le nouveau SoC de Apple est toujours gravé en 7 nm mais grâce à un nouveau procédé, la lithographie extrême ultraviolet (EUV), une technologie encourageante au vu du développement croissant des gravures inférieures à 10 nm.

## Évolution
L'A13 Bionic possède 8,5 milliards de transistors, soit une augmentation de 23 % face à son prédécesseur l'A12 Bionic. Son processeur comporte 4 coeurs à haute efficacité énergétique "Thunder", cadencés à 1,8 GHz, ainsi que 2 coeurs haute performances "Lightning" cadencés à 2,66 GHz. Le GPU comporte quatre coeurs et la mémoire LPDDR4X s'élève à 4 Go.
Le processeur de l'A13 Bionic se veut 20 % plus puissant et 30 % moins énergivore que la génération précédente, l'A12 Bionic. Tout comme, son GPU qui se veut 20 % plus performant et 40 % moins énergivore que l'A12 Bionic.
Le Neural Engine, une partie de l'A13 Bionic s'occupant de nombreuses fonctionnalités tels que le triple appareil photo, Face ID ou encore l'AR, gagne 15 % de performances et réduit sa consommation énergétique de 20 %.
Il se dote d'accélérateurs d'apprentissage automatique sur les cœurs Lightning, capables selon Apple d'opérer 1 trilliard d'opérations par seconde.